# Pretecho
Een pretecho of pret-echo is een echoscopie die tijdens de zwangerschap op niet-medische gronden wordt gedaan bij een aanstaande moeder. Hierbij worden geluidsgolven gebruikt om beelden van de foetus in de baarmoeder van een zwangere vrouw te produceren in 2D, 3D of 4D. Vaak is het mogelijk afdrukken van de echo te maken of filmopnamen vast te leggen op een dvd of USB-stick. 
Pretecho's kunnen vrijwel gedurende de gehele zwangerschap op verzoek worden aangevraagd. Ze worden vaak uitgevoerd om aanstaande ouders in staat te stellen hun baby in een vroeger stadium te zien en hun zwangerschapservaring te verbeteren en een emotionele band te versterken. Het kan zodanig een waardevolle toevoeging zijn aan de ervaring van zwangerschap voor sommige families.

## Verschil met medische echo's
Een pretecho is een niet-medische procedure. Pretecho's zijn niet bedoeld voor medische diagnoses en vervangen niet de reguliere prenatale zorg. Tijdens een pretecho mogen er geen medisch gerelateerde metingen worden uitgevoerd en geen medische uitspraken worden gedaan, ook niet als de echo wordt uitgevoerd door een gecertificeerd echoscopist.
Voor een pretecho gaat een vrouw niet naar het ziekenhuis, maar naar een kliniek die is gespecialiseerd in het maken van echo's. Om pretecho's uit te kunnen voeren hoeft men geen medische opleiding te hebben afgemaakt en geen opleiding tot echoscopist te hebben gevolgd, waardoor er een groot verschil in achtergrondkennis, kwaliteit en tarieven is tussen de aanbieders van deze echo's.
Anders dan een pretecho, wordt een reguliere echoscopie door een arts in het ziekenhuis gemaakt. Hiervoor is een verwijsbrief van de verloskundige of een arts noodzakelijk.  3D of 4D kan tijdens een medische echo door een echoscopist als aanvulling worden toegevoegd. In dit geval mogen er geen extra kosten worden doorberekend.

## Soorten
- 2D-pretecho: geeft tweedimensionale beelden weer en wordt vaak gebruikt voor geslachtsbepaling (bij voorkeur na 15 weken in verband met de betrouwbaarheid)
- 3D-pretecho: biedt driedimensionale beelden van de baby en toont realistische oppervlaktedetails.
- 4D-pretecho: voegt de dimensie van tijd toe aan 3D-beelden, waardoor bewegende beelden ontstaan.

## Doel
- Emotionele binding: Pretecho's bieden ouders de mogelijkheid om een emotionele band met hun baby op te bouwen door beelden te zien voordat de baby wordt geboren.
- Genderonthulling: Ouders kunnen ervoor kiezen om het geslacht van hun baby te onthullen tijdens een pretecho.
- Herinneringen creëren: Veel ouders beschouwen pretecho's als een kans om waardevolle herinneringen te creëren door beelden en video's van hun ongeboren baby vast te leggen.

## Veiligheid
Er zijn geen risico's bekend voor de gezondheid van baby of moeder in verband met pretecho's. Het gebruik van ultrasone geluidsgolven wordt als veilig beschouwd.

## Kritiek en overwegingen
- Commerciële druk: Sommigen bekritiseren pretecho's vanwege de commerciële druk en de mogelijke overmedicalisering van zwangerschap indien er toch tegen de regels in medische metingen worden verricht.
- Onnodige stress: Onnauwkeurige interpretatie van beelden door beperkte achtergrondkennis kan leiden tot onnodige stress bij aanstaande ouders.